# Ereca simulator
Ereca simulator is een hooiwagen uit de familie Assamiidae.